# بخش کلیترال، شهرستان اوتر تیل، مینه سوتا
بخش کلیترال (به انگلیسی: Clitherall Township) یک منطقهٔ مسکونی در ایالات متحده آمریکا است که در شهرستان اوتر تیل، مینه‌سوتا واقع شده‌است.
 بخش کلیترال ۹۲٫۴ کیلومتر مربع مساحت و ۵۴۹ نفر جمعیت دارد و ۴۰۷ متر بالاتر از سطح دریا واقع شده‌است.